# Carlshöfer Anstalten

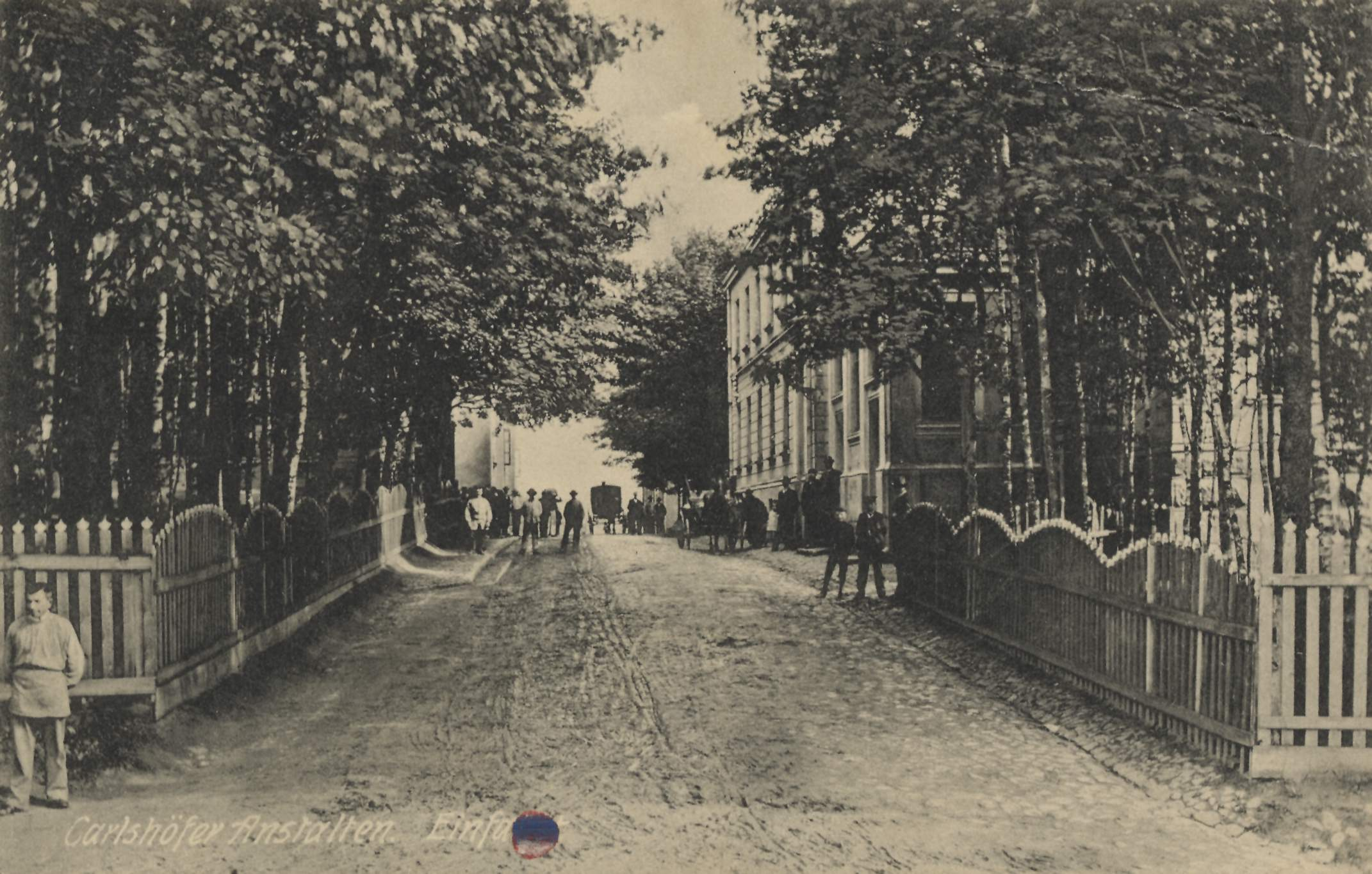
Carlshöfer Anstalten, ca. 1914

Die Carlshöfer Anstalten waren eine diakonische Einrichtung zur Betreuung von Menschen mit Epilepsie, geistigen und psychischen Beeinträchtigungen sowie von Obdachlosen und Alkoholikern im ostpreußischen Carlshof (polnisch Karolewo) bei Rastenburg (Kętrzyn). Sie wurden von 1882/83 bis 1940 betrieben. Von 1941 bis 1945 dienten sie als Lazarett und Kaserne für Wachmannschaften der nahegelegenen „Wolfsschanze“.

## Geschichte

### Diakonische Einrichtung
Nachdem 1881 das Provinzial-Armen- und Siechenhaus Tapiau (Gwardeisk) wegen Überbelegung 200 Patienten entlassen musste, erwarb der damalige Superintendent von Rastenburg, Christian Klapp (1832–1905), zur Verbesserung der Behindertenbetreuung das Gut Carlshof bei Rastenburg. Am 4. November 1881 beschloss die ost- und westpreußische Provinzialsynode die finanzielle Beteiligung, die Carlshöfer Anstalten blieben aber privat organisiert. Nach umfangreichen Umbauarbeiten erfolgte die Inbetriebnahme als „Anstalt für Fallsüchtige“ im Oktober 1882 (nach anderen Angaben am 23. Oktober 1883) mit der Aufnahme von 36 Patienten, von denen 30 ursprünglich aus Ost- und Westpreußen stammten und aus den Von Bodelschwinghschen Stiftungen Bethel zurückkehrten. Bethel und die Grundsätze der Inneren Mission dienten als Leitbild der Einrichtung. Gründungsdirektor der Carlshöfer Anstalten war Hermann Dembowski (1853–1913), die ärztliche Betreuung erfolgte durch Ludwig Winckel.
1884 erfolgte eine Erweiterung zur Unterbringung von 150 Obdachlosen, 1890 der Bau einer Trinkerheilanstalt. 1898 betreuten die Carlshöfer Anstalten 554 Patienten, 1905 kam eine Erziehungsanstalt für 80 Fürsorgezöglinge hinzu, eine Tuberkulose-Abteilung stand zur Unterbringung erkrankter Patienten zur Verfügung. Ein Bruderhaus diente der Ausbildung junger Diakone für die Innere Mission.
Zu Beginn des Ersten Weltkriegs wurden 1.500 Patienten in den Carlshöfer Anstalten betreut. Die Gesamtfläche der Anstalten betrug 500 ha, die im Rahmen der Beschäftigungstherapie überwiegend landwirtschaftlich genutzt wurden und damit wesentlich zur wirtschaftlichen Unabhängigkeit Carlshofs beitrugen. Im August 1914 wurde das Anstaltsgelände durch Kampfhandlungen teilweise beschädigt und war bis September 1914 durch russische Truppen besetzt. Nur ein kleiner Teil der Patienten konnte zuvor evakuiert werden, ein Großteil der Ernte wurde durch Feuer vernichtet. Zu diesem Zeitpunkt oblag die Leitung dem Bruder des Gründungsdirektors, Siegfried Dembowski. Nach Kriegsende erlangte Carlshof nicht wieder die vorherige Größe und Bedeutung, 1928 lebten hier noch 799 Patienten bei einer Gesamtkapazität von 850.
Nach der Machtübernahme durch die Nationalsozialisten wurden bis zum 31. März 1935 nach dem Gesetz zur Verhütung erbkranken Nachwuchses 53 Zwangssterilisationen an 35 weiblichen und 18 männlichen Patienten der Carlsburger Anstalten im Rastenburger Krankenhaus vorgenommen. 1934 musste das Vorwerk Wilhelmsdorf zwangsweise verkauft werden. Es wurde zum Bau des Flugplatzes Rastenburg-Wilhelmsdorf genutzt. Die Nationalsozialistische Volkswohlfahrt (NSV) und die ostpreußische Provinzialverwaltung versuchten, ihren Einfluss auf die Carlshöfer Anstalten auszubauen, insbesondere der ostpreußische Gauleiter Erich Koch verfolgte dabei eine Politik der „Entkonfessionalisierung“. Ab 1937 wurden auf Weisung Erich Kochs psychisch kranke Patienten verstärkt nach Carlshof verlegt, das bis dahin vorrangig Epileptiker betreute. 1938 leitete die Gestapo ein Ermittlungsverfahren wegen „staatsfeindlichen Verhaltens“ gegen Anstaltsdirektor Heinz Dembowski und andere Mitarbeiter ein. Anlässlich einer Vorstandssitzung im März 1939 sollte Dembowski durch einen der NSV nahestehenden Leiter ersetzt werden, was allerdings fehlschlug. Durch eine Verfügung der Gestapo wurde Dembowski schließlich abgesetzt und die Carlshöfer Anstalten gingen in das Eigentum der Provinz Ostpreußen über. 900 Patienten wurden in der Folgezeit auf andere Kliniken verteilt, 66 von ihnen wurden im Zuge der „Aktion Lange“ zwischen dem 21. und 31. Mai 1940 in das Konzentrationslager Soldau deportiert und in einer Gruppe von 1558 Insassen ostpreußischer Psychiatrien ermordet. Über das weitere Schicksal der aus den Carlshöfer Anstalten verlegten Patienten ist nichts bekannt, allerdings wurden in den Jahren 1940 bis 1942 insgesamt etwa 4000 Patienten ostpreußischer Psychiatrien, 2/3 der Vorkriegsbelegung, im Rahmen der Aktion T4 oder durch „wilde Euthanasie“ getötet.

### Lazarett der „Wolfsschanze“

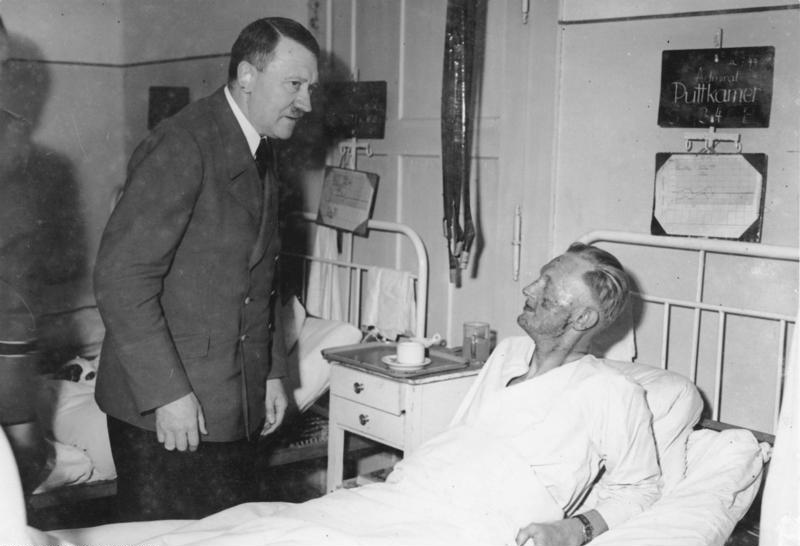
Hitler besucht Karl-Jesko von Puttkamer im Reservelazarett Karlshof

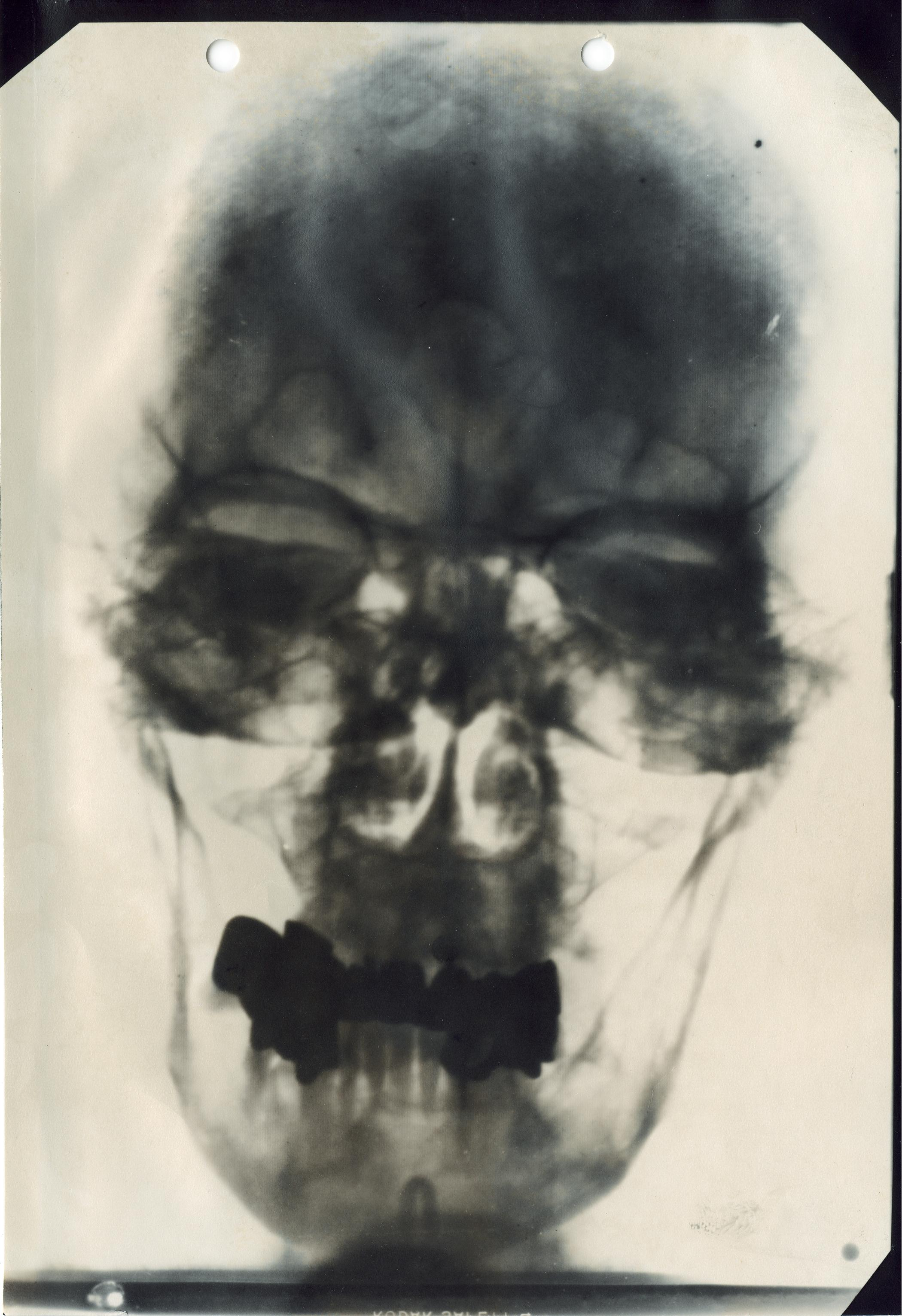
Eine der im Lazarett Karlshof angefertigten Röntgenaufnahmen von Hitlers Schädel

Am 11. Februar 1941 übernahm die SS das Anstaltsgelände, um dort ein Lazarett sowie Unterkünfte der SS-Wachen für das nahegelegene Führerhauptquartier Wolfsschanze einzurichten. Der Flugplatz Wilhelmsdorf wurde für den Flugbetrieb der Wolfsschanze genutzt und war Ort des Absturzes von Fritz Todt am 8. Februar 1942. Die Opfer des Absturzes wurden in der ehemaligen Anstaltskapelle aufgebahrt. Claus Schenk Graf von Stauffenberg nutzte Wilhelmsdorf bei dem gescheiterten Attentat vom 20. Juli 1944 für den Flug von und nach Berlin. Die bei dem Attentat Verletzten wurden im SS-Lazarett behandelt, von ihnen starben Rudolf Schmundt, Günther Korten und  Heinz Brandt hier. Im September und Oktober 1944 wurden im Reservelazarett Karlshof insgesamt fünf Röntgenaufnahmen von Adolf Hitlers Schädel hergestellt.
Nach dem Zweiten Weltkrieg und der Vertreibung der einheimischen Bevölkerung schlossen sich 92 Mitglieder der Carlshöfer Anstalten der Rummelsberger Diakonie an. Auf dem Gelände der Carlshöfer Anstalten besteht seit 1947 eine Landwirtschaftsschule.

## Persönlichkeiten
- Hermann Dembowski (1928–2012), Sohn des Anstaltsdirektors Heinz Dembowski
- Erwin Giesing (1907–1977), HNO-Arzt im Lazarett Karlshof, Begleitarzt Adolf Hitlers
- Hanskarl von Hasselbach (1903–1981), SS-Arzt[10]
- Johannes Lindenblatt (1882–1945), Lazarettpfarrer